# Thelma Furness
Thelma Furness, Viscondessa Furness (23 de agosto de 1904 – 29 de janeiro de 1970), nascida Thelma Morgan, foi uma socialite britânica de ascendência chilena que foi amante de Eduardo, Príncipe de Gales, que mais tarde se tornou o rei Eduardo VIII do Reino Unido. Ela era tia materna da escritora, estilista e socialite Gloria Vanderbilt.
Ela casou-se com o nobre britânico Marmaduke Furness, 1.º Visconde Furness em 1926 e se divorciaram em 1933, um ano antes do fim do relacionamento de Thelma com o Príncipe de Gales.

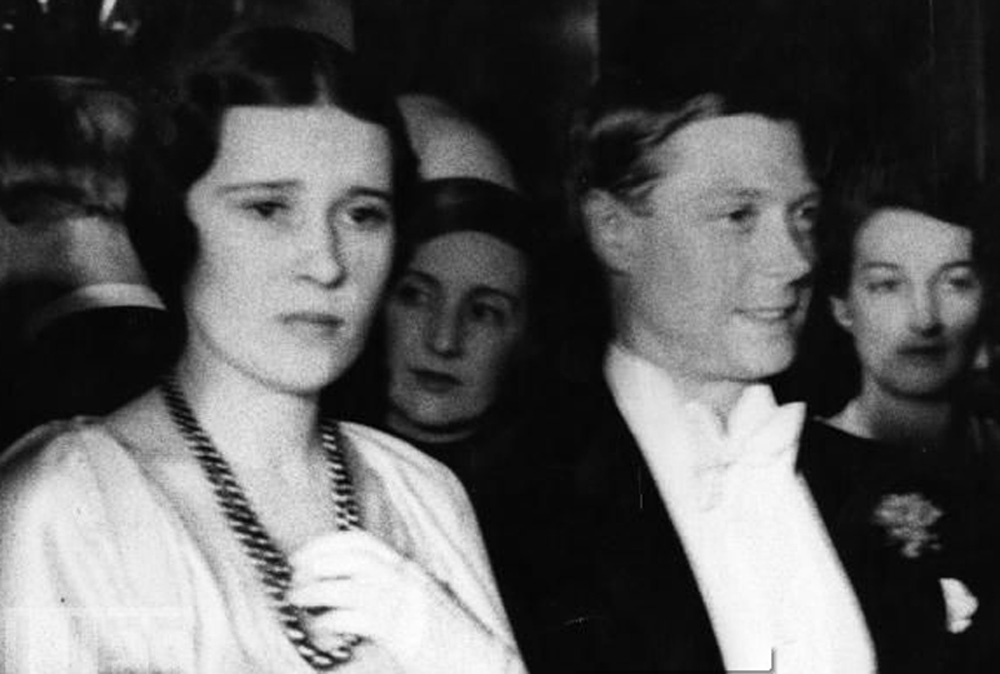
Thelma Furness e Príncipe de Gales em 1923

Furness conheceu o Príncipe de Gales em um baile na Londonderry House em 1926, mas eles não se encontraram novamente até o Leicestershire Agricultural Show em Leicester em 14 de junho de 1929. Edward a convidou para jantar e eles se encontraram regularmente até que ela se juntou a ele em um safári na África Oriental no início de 1930, época em um relacionamento romântico se desenvolveu. No retorno do príncipe à Grã-Bretanha em abril de 1930, Furness foi sua companheira regular de fim de semana no recém-adquirido Fort Belvedere até janeiro de 1934. Ela também o entreteve em sua casa em Londres, em Elsworthy Road, Primrose Hill, e na casa de campo de Furness, Burrough Court, em Leicestershire.
Em 10 de janeiro de 1931, em sua casa de campo Burrough Court , perto de Melton Mowbray, Furness apresentou o príncipe à sua amiga íntima Wallis Simpson e, enquanto visitava sua irmã Gloria nos Estados Unidos entre janeiro e março de 1934, ela foi suplantada como amante do príncipe por Simpson. Em retaliação ao príncipe, mais tarde naquele mesmo ano, ela iniciou um caso de curta duração com o príncipe Ali Khan. Ela havia flertado abertamente com Khan durante sua viagem de volta ao Reino Unido em março de 1934, o que foi relatado ao Príncipe de Gales e amplamente divulgado na imprensa britânica e norte-americana, incluindo a revista de fofocas sociais Tatler. Enquanto Furness estava nos Estados Unidos com Ali Khan, Wallis Simpson ficou em sua casa em Mayfair, 22 Farm Street, onde entreteve o Príncipe de Gales.